# Tổng thống Ukraina
Tổng thống Ukraina (tiếng Ukraina: Президент України, đã Latinh hoá: Prezydent Ukrainy) là nguyên thủ quốc gia của Ukraina. Tổng thống thay mặt cho Ukraina về đối ngoại, thực hiện chính sách đối ngoại của nhà nước và tiến hành đàm phán, ký kết các điều ước quốc tế. Tổng thống được nhân dân Ukraina bầu trực tiếp. Nhiệm kỳ của tổng thống là năm năm, không ai được giữ chức vụ tổng thống quá hai nhiệm kỳ liên tiếp.
Nơi ở chính thức của tổng thống là Cung điện Mariinskyi, tọa lạc tại huyện Pechersk của thủ đô Kyiv. Ngoài ra, tổng thống được sử dụng Cung điện Chimaeras và Nhà Góa phụ khóc lóc, thông thường là nơi tiếp đón các đại diện nước ngoài. Văn phòng Tổng thống Ukraina, thường được gọi là "Bankova" theo tên con phố nơi tòa nhà tọa lạc, là cơ quan tham mưu cho tổng thống về các vấn đề đối nội, đối ngoại và pháp lý.
Kể từ khi chức vụ tổng thống được thành lập vào ngày 5 tháng 12 năm 1991, đã có sáu tổng thống. Leonid Kravchuk là tổng thống đầu tiên, giữ chức vụ ba năm từ năm 1991 cho đến khi từ chức vào năm 1994. Leonid Kuchma là tổng thống duy nhất giữ chức vụ tổng thống hai nhiệm kỳ liên tiếp. Viktor Yushchenko, Petro Poroshenko và Viktor Yanukovych làm tổng thống một nhiệm kỳ. Chủ tịch Hội đồng Tối cao Oleksandr Turchynov thay thế Yanukovych làm quyền tổng thống vào ngày 21 tháng 2 năm 2014, là quyền tổng thống duy nhất trong lịch sử hiện đại của Ukraina. Ngày 18 tháng 6 năm 2015, Yanukovych chính thức bị tước bỏ chức vụ tổng thống. Nhà nước Ukraina được tổ chức theo hệ thống bán tổng thống trong đó tổng thống là nguyên thủ quốc gia nhưng không phải là người đứng đầu chính phủ mà là thủ tướng.
Tổng thống đương nhiệm là Volodymyr Zelenskyy, ông nhậm chức vào ngày 20 tháng 5 năm 2019. Do đang có lệnh thiết quân luật, bầu cử tại Ukraina đã bị đình chỉ.

## Tổng quan
Tổng thống là tổng tư lệnh Lực lượng vũ trang Ukraine và chủ tịch Hội đồng an ninh quốc gia và quốc phòng, là cơ quan tham mưu cho tổng thống, phối hợp và kiểm soát hoạt động chính phủ trong lĩnh vực an ninh quốc gia và quốc phòng. Hiến pháp Ukraina quy định tổng thống là người bảo vệ chủ quyền, toàn vẹn lãnh thổ, Hiến pháp Ukraina và các quyền con người, quyền công dân.
Trong hệ thống quyền lực phân lập của Ukraina, tổng thống có quyền kiểm soát quyền lực của Hội đồng Tối cao và tòa án. Tổng thống có quyền phủ quyết luật được Hội đồng Tối cao thông qua nhưng Hội đồng Tối cao có thể bác bỏ quyền phủ quyết của tổng thống nếu hai phần ba số đại biểu biểu quyết tán thành. Tổng thống có quyền giải tán Hội đồng Tối cao trong một số trường hợp nhất định và bổ nhiệm bộ trưởng ngoại giao, bộ trưởng quốc phòng trong Nội các. Tổng thống bổ nhiệm sáu trong số mười tám thẩm phán Tòa án Hiến pháp. Quyết định của tổng thống chịu sự giám sát của tòa án mà Tòa án Hiến pháp là cơ quan duy nhất có thẩm quyền tuyên bố sắc lệnh của tổng thống là vi hiến. Khi còn đương nhiệm, tổng thống được hưởng quyền miễn trừ.

## Lịch sử
Trước khi chức vụ tổng thống hiện đại được thành lập, chức vụ nguyên thủ quốc gia của Ukraina được Andriy Livytskyi thành lập khi đang lưu vong. Trong những năm đầu của Cộng hòa Nhân dân Ukraina, lãnh đạo của Ukraina là chủ tịch Hội đồng Trung ương, trong khi cơ quan hành chính cao nhất là Ban Thư ký chung do chủ tịch Hội đồng Trung ương đứng đầu. Ngày 25 tháng 1 năm 1918, Hội đồng Trung ương tuyên bố độc lập khỏi Cộng hòa Nga do hành vi xâm lược của Bolshevik. Ngày 29 tháng 4 năm 1918, Mykhailo Hrushevsky được bầu làm chủ tịch đầu tiên của Hội đồng Trung ương Cộng hòa Nhân dân Ukraina, trở thành lãnh đạo trên thực tế của Ukraina. Trong thời kỳ này có nhiều chức danh lãnh đạo nhà nước nhưng không có chức danh nào được gọi là "tổng thống".
Ngày 29 tháng 4 năm 1918, Hội đồng Trung ương bị giải thể trong một cuộc đảo chính do chính quyền Đức chiếm đóng khởi xướng nhằm đưa Hetman Pavlo Skoropadskyi lên nắm chính quyền, mặc dù ông hầu như không nói được tiếng Ukraina. Tháng 11 năm 1918, Đốc chính Ukraina được thành lập như một chính phủ đối lập với chế độ Skoropadsky. Cộng hòa Nhân dân Ukraina được tái lập vào tháng 12 năm 1918 với Volodymyr Vynnychenko làm chủ tịch Đốc chính Ukraina, là "tổng thống" thứ hai trên thực tế của Ukraina từ ngày 19 tháng 12 năm 1918 đến ngày 10 tháng 2 năm 1919. Trên thực tế Đốc chính Ukraina chỉ là chính phủ lâm thời cho đến khi Quốc hội lập hiến bầu ra chủ tịch. Symon Petliura đảm nhiệm vai trò người đứng đầu nhà nước sau khi Vynnychenko từ chức vào ngày 11 tháng 2 năm 1919, giữ chức vụ cho đến khi Petlyura bị ám sát tại Paris vào ngày 25 tháng 5 năm 1926.

#### Danh sách chức danh đứng đầu Ukraina qua các thời kỳ
- 1471–1793: Tỉnh trưởng Kyiv
- 1648–1764: Hetman Quân đội Zaporizhian
- 1917–1918: Chủ tịch Hội đồng Trung ương Ukraina
- 1917–1990: Bí thư thứ nhất Đảng Cộng sản Ukraina[10]
- 1918–1918: Hetman
- 1918–1948: (lưu vong từ năm 1921)
- 1938–1990: Chủ tịch Đoàn Chủ tịch Xô viết Tối cao Cộng hòa Xã hội chủ nghĩa Xô viết Ukraina (nguyên thủ quốc gia trên danh nghĩa)
- 1990–1991: Chủ tịch Xô viết Tối cao Cộng hòa Xã hội chủ nghĩa Xô viết Ukraina
- 1948–1991: Tổng thống (lưu vong)
- từ năm 1991: Tổng thống

### Lưu vong
Sau khi Cộng hòa Xã hội chủ nghĩa Xô viết Ukraina được thành lập thuộc Liên Xô, Cộng hòa Nhân dân Ukraina buộc phải lưu vong. Khi Petliura bị ám sát, cựu thủ tướng Andriy Livytskyi  lên nắm quyền. Ông thành lập chức vụ tổng thống Ukraina vào năm 1948. Livytskyi làm tổng thống đầu tiên cho đến tháng 1 năm 1954. Stepan Vytvytskyi làm tổng thống thứ hai từ tháng 1 năm 1954 cho đến khi qua đời vào ngày 9 tháng 10 năm 1965. Ivan Bahrianyi giữ quyền tổng thống cho đến khi Mykola Livytskyi (con trai của Andriy Livytskyi) tuyên thệ nhậm chức tổng thống thứ ba. Livytskyi làm tổng thống từ năm 1967 cho đến khi qua đời vào tháng 12 năm 1989.
Mykola Plaviuk là tổng thống lưu vong cuối cùng, giữ chức vụ từ tháng 12 năm 1989 cho đến khi từ chức vào ngày 22 tháng 8 năm 1992 khi ông long trọng trao lại quyền lực tổng thống và biểu tượng nhà nước cho tân tổng thống Ukraina Leonid Kravchuk tại lễ nhậm chức của ông. Plaviuk tuyên bố rằng nhà nước Ukraina hiện tại là nhà nước kế thừa hợp pháp của Cộng hòa Nhân dân Ukraina.
Viktor Yanukovych tự nhận là tổng thống hợp pháp của Ukraina, tuyên bố rằng cuộc Cách mạng Nhân phẩm năm 2014 thực chất là một cuộc đảo chính và quy trình luận tội đã không được thực hiện một cách hợp lệ. Ngày 3 tháng 10 năm 2014, một trợ lý Bộ trưởng Bộ Nội vụ Ukraina cho biết Yanukovych và những cựu quan chức cấp cao khác đã nhập quốc tịch Nga theo một "sắc lệnh bí mật" của Vladimir Putin.

### Hiện đại
Chức vụ tổng thống Ukraina hiện đại được Xô viết Tối cao Cộng hòa Xã hội chủ nghĩa Xô viết Ukraina thành lập vào ngày 5 tháng 7 năm 1991 với tên gọi "tổng thống Cộng hòa Xã hội chủ nghĩa Xô viết Ukraina" (tiếng Ukraina: Президент Української РСР). Trong thời kỳ chuyển tiếp trước cuộc bầu cử tổng thống năm 1991, chủ tịch Hội đồng Tối cao (lúc đó là Leonid Kravchuk) thực hiện quyền hạn của tổng thống. Sau khi Ukraina tuyên bố độc lập khỏi Liên Xô, tên gọi chính thức của chức vụ tổng thống được đổi thành "tổng thống Ukraina" vào ngày 24 tháng 8. Hiện tại, chức vụ tổng thống Ukraine được quy định tại Điều 102–112 Chương V Hiến pháp Ukraina.

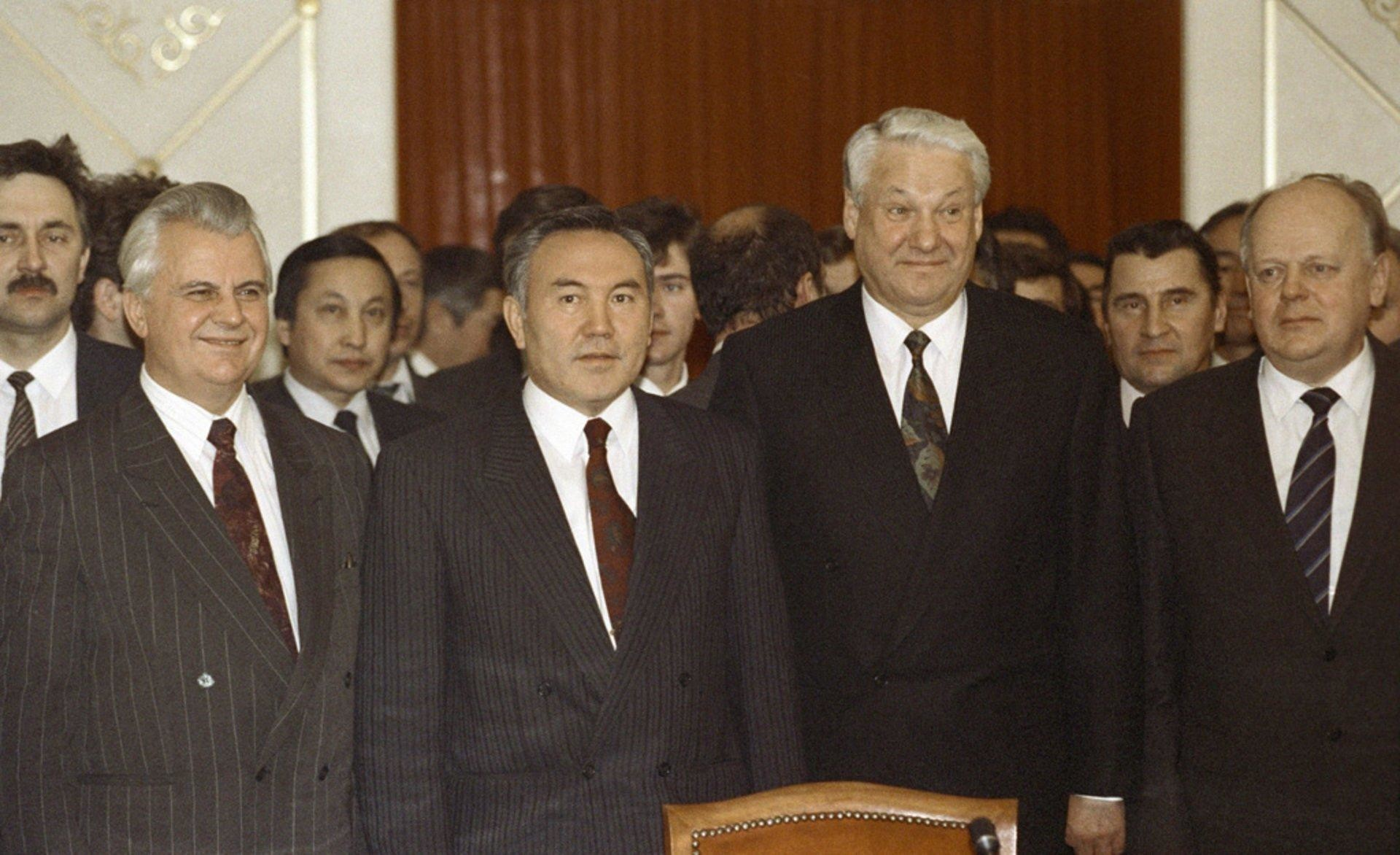
Leonid Kravchuk (trái), tổng thống Ukraine đầu tiên, cùng với những nguyên thủ quốc gia khác của Cộng đồng các Quốc gia Độc lập vào năm 1991

Cho đến nay, đã có năm cuộc bầu cử tổng thống được tổ chức. Cuộc bầu cử đầu tiên được tổ chức cùng thời điểm cuộc trưng cầu ý dân độc lập vào năm 1991. Leonid Kravchuk được bầu làm tổng thống đầu tiên vào ngày 1 tháng 12 năm 1991 với số lượng phiếu bầu kỷ lục hơn 19,5 triệu phiếu bầu mà vẫn chưa bị phá vỡ. Những đối thủ chính của ông là lãnh đạo Phong trào Nhân dân Ukraina Vyacheslav Chornovil và tác giả của Tuyên ngôn độc lập Ukraina. Kravchuk giữ chức vụ cho đến khi ông từ chức theo một thỏa hiệp chính trị. Một cuộc bầu cử bất thường được tổ chức vào năm 1994 và cựu Thủ tướng Leonid Kuchma trúng cử tổng thống. Kuchma được tái cử nhiệm kỳ thứ hai vào năm 1999.
Cuộc bầu cử tổng thống năm 2004 gây nhiều tranh cãi với cáo buộc gian lận bầu cử trong vòng bầu cử thứ hai giữa ứng cử viên đối lập Viktor Yushchenko và ứng cử viên chính phủ, nguyên Thủ tướng Viktor Yanukovych. Sau Cách mạng Cam, một cuộc bầu cử mới được tổ chức vào ngày 26 tháng 12 năm 2004. Yushchenko trúng cử tổng thống với 52% số phiếu bầu và tuyên thệ nhậm chức vào ngày 23 tháng 1 năm 2005. Yanukovych một lần nữa giữ chức thủ tướng.
Cuộc bầu cử tổng thống năm 2010 diễn ra vào ngày 17 tháng 1 và vòng bầu cử thứ hai được tổ chức vào ngày 7 tháng 2 sau khi Tòa án Hiến pháp tuyên bố nghị quyết của Hội đồng Tối cao ấn định ngày bầu cử tổng thống là ngày 25 tháng 10 là vi hiến. Yanukovych trúng cử tổng thống thứ tư của Ukraina.
Sau khi Yanukovych bị lật đổ trong cuộc Cách mạng Nhân phẩm năm 2014, chủ tịch Hội đồng Tối cao Oleksandr Turchynov được bổ nhiệm làm quyền tổng thống theo Điều 112 Hiến pháp Ukraina từ ngày 23 tháng 2 đến ngày 7 tháng 6 năm 2014 và là người duy nhất trong lịch sử Ukraina giữ quyền tổng thống. Trong cuộc bầu cử tổng thống năm 2014, doanh nhân Petro Poroshenko trúng cử tổng thống với hơn 54% số phiếu bầu, Yulia Tymoshenko về nhì với khoảng 13% số phiếu bầu. Poroshenko tuyên thệ nhậm chức vào ngày 7 tháng 6 năm 2014.
Trong cuộc bầu cử tổng thống năm 2019, Volodymyr Zelenskyy, một cựu diễn viên, diễn viên hài không có kinh nghiệm chính trị, trúng cử tổng thống thứ sáu, giành được kỷ lục 73,22% số phiếu bầu trong vòng bầu cử thứ hai. Do đang có lệnh thiết quân luật do Nga xâm lược Ukraina, bầu cử tại Ukraina đã bị đình chỉ.
Chính phủ Ukraine hoạt động theo hệ thống bán tổng thống. Tổng thống là nguyên thủ quốc gia trong khi thủ tướng là người đứng đầu chính phủ. Ukraina khác nhiều quốc gia theo hệ thống bán tổng thống khác ở chỗ cả thủ tướng và tổng thống đều có nhiệm vụ và quyền hạn lớn. Bởi vì tổng thống phải phê chuẩn việc bổ nhiệm thủ tướng nên chức vụ tổng thống thường được coi là chức vụ có quyền lực hơn.

## Bầu cử và tiêu chuẩn

Kết quả vòng đầu bầu cử tổng thống Ukraina 2019 theo khu vực bầu cử:

Tổng thống được bầu theo phổ thông đầu phiếu. Công dân Ukraine đủ 18 tuổi trở lên có quyền bầu cử. Nhiệm kỳ của tổng thống là năm năm, không ai được giữ chức vụ tổng thống quá hai nhiệm kỳ liên tiếp.[b]
Bầu cử tổng thống được tổ chức theo hệ thống bầu cử hai vòng, ứng cử viên phải giành được quá nửa tổng số phiếu bầu. Nếu không có ứng cử viên nào đạt được quá nửa tổng số phiếu bầu trong vòng đầu thì hai ứng cử viên có số phiếu bầu cao nhất sẽ tranh cử vòng hai.
Điều 103 Chương V Hiến pháp Ukraina quy định tổng thống phải là công dân Ukraina, đủ 35 tuổi trở lên, có quyền bầu cử, đã cư trú tại Ukraina trong 10 năm qua và thông thạo tiếng Ukraina. Bầu cử tổng thống thường kỳ được tổ chức vào Chủ nhật cuối cùng của tháng cuối cùng trong năm thứ năm của nhiệm kỳ của tổng thống đương nhiệm. Nếu tổng thống hết nhiệm kỳ sớm thì bầu cử tổng thống phải được tổ chức chậm nhất là 90 ngày kể từ ngày tổng thống hết nhiệm kỳ.
Cuộc bầu cử tổng thống gần đây nhất được tổ chức vào ngày 21 tháng 4 năm 2019.

## Tuyên thệ nhậm chức
Điều 104 Hiến pháp Ukraina quy định tổng thống nhậm chức chậm nhất là ba mươi ngày sau khi công bố kết quả bầu cử chính thức, kể từ thời điểm tuyên thệ nhậm chức trước nhân dân tại phiên họp nghi thức của Hội đồng Tối cao. Trong trường hợp bầu ra tổng thống do tổng thống tiền nhiệm từ chức, bị bãi nhiệm hoặc qua đời, tân tổng thống phải tuyên thệ nhậm chức chậm nhất là năm ngày sau khi công bố kết quả bầu cử chính thức.
Chủ tịch Tòa án Hiến pháp Ukraina làm lễ tuyên thệ nhậm chức cho tổng thống. Tân tổng thống đặt tay trên Hiến pháp Ukraina và Phúc âm Peresopnytsia và tuyên thệ nhậm chức bằng tiếng Ukraina.[c] Điều 104 Hiến pháp Ukraina quy định lời tuyên thệ nhậm chức như sau:
| “ | Я, (ім'я та прізвище), волею народу обраний Президентом України, заступаючи на цей високий пост, урочисто присягаю на вірність Україні. Зобов'язуюсь усіма своїми справами боронити суверенітет і незалежність України, дбати про благо Вітчизни і добробут Українського народу, обстоювати права і свободи громадян, додержуватися Конституції України і законів України, виконувати свої обов'язки в інтересах усіх співвітчизників, підносити авторитет України у світі. | ” |

Bản dịch tiếng Việt:
| “ | Tôi, (họ tên), được nhân dân bầu làm Tổng thống Ukraina, đảm nhận chức vụ cấp cao này, long trọng tuyên thệ trung thành với Ukraine. Tôi thề sẽ tận lực bảo vệ chủ quyền và độc lập của Ukraina, vì Tổ quốc và nhân dân Ukraina phục vụ, bảo vệ các quyền tự do của công dân, tuân thủ Hiến pháp Ukraine và luật pháp của Ukraina, thực hiện nhiệm vụ của mình vì lợi ích của tất cả đồng bào và nâng cao uy tín của Ukraina trên thế giới. | ” |

Sau khi tuyên thệ nhậm chức, tổng thống ký vào văn bản tuyên thệ nhậm chức và chuyển cho chủ tịch Tòa án Hiến pháp.

## Nhiệm vụ và quyền hạn

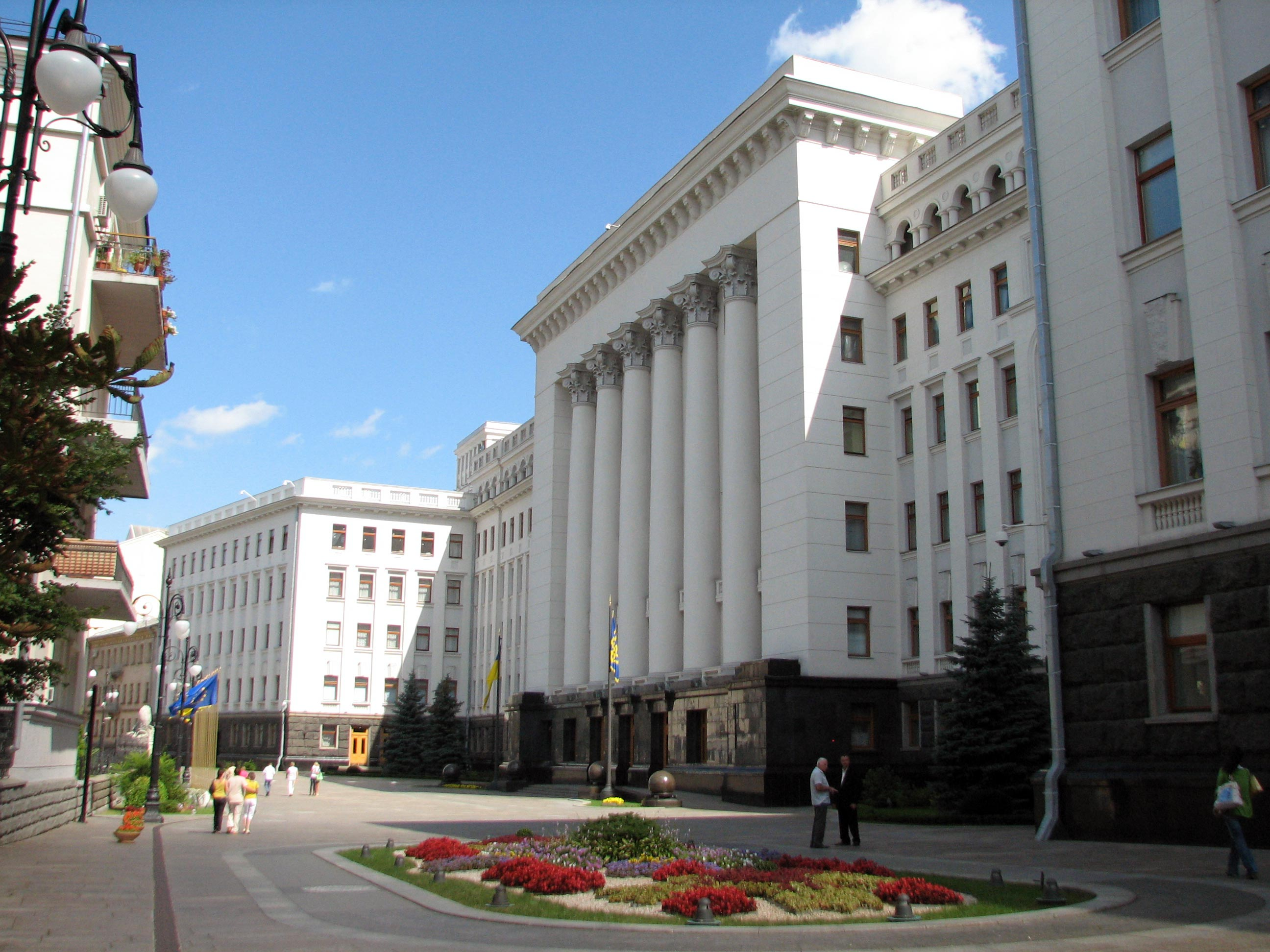
Trụ sở Văn phòng Tổng thống (thường được gọi là "Bankova") trên Đường Bankova tại Kyiv.

Điều 102 Hiến pháp Ukraina quy định tổng thống là người bảo vệ chủ quyền, toàn vẹn lãnh thổ của Ukraine, Hiến pháp Ukraina và các quyền con người, quyền công dân. Điều 106 quy định tổng thống có nhiệm vụ bảo vệ, an ninh quốc gia và sự kế thừa hợp pháp của nhà nước, đồng thời giữ chức vụ tổng tư lệnh Quân đội Ukraina. Khác với những hệ thống bán tổng thống khác, tổng thống không phải là một phần của chính phủ mà thủ tướng là người đứng đầu chính phủ của Ukraina. Vì vậy, tổng thống thay mặt cho nhà nước Ukraina nói chung, chứ không phải bất kỳ cơ quan nhà nước nào. Tổng thống có nghĩa vụ ngăn chặn mọi hành động của các nhánh hành pháp, lập pháp và tư pháp can thiệp vào việc thi hành Hiến pháp. Ngoài ra, tổng thống không được đứng đầu một đảng.
Tổng thống đề cử thủ tướng để Hội đồng Tối cao phê chuẩn theo quá nửa số đại biểu. Luật được Hội đồng Tối cao thông qua phải được tổng thống ký ban hành. Tổng thống có quyền sử dụng ngân sách nhà nước để thành lập các cơ quan tham mưu, cố vấn và các cơ quan nhà nước cấp dưới khác trực thuộc tổng thống. Tổng thống phát biểu thường niên và đặc biệt trước nhân dân và Hội đồng Tối cao về các vấn đề đối nội, đối ngoại của Ukraina. Tổng thống cũng quyết định trưng cầu ý dân. Tổng thống bổ nhiệm người đứng đầu các cơ quan hành chính nhà nước địa phương theo đề cử của thủ tướng trong nhiệm kỳ của tổng thống.
Tổng thống thay mặt cho Ukraina về đối ngoại. Tổng thống có quyền tiến hành đàm phán và ký kết các điều ước quốc tế thay mặt cho nhà nước Ukraina. Tổng thống quyết định công nhận chính phủ nước ngoài. Tổng thống bổ nhiệm, miễn nhiệm trưởng đoàn ngoại giao của Ukraina tại nước ngoài, các tổ chức quốc tế và chấp nhận việc triệu hồi đại diện ngoại giao của nước ngoài tại Ukraina. Tuy không đứng đầu chính phủ nhưng tổng thống có quyền đề cử bộ trưởng ngoại giao và bộ trưởng quốc phòng trong Nội các Ukraina.

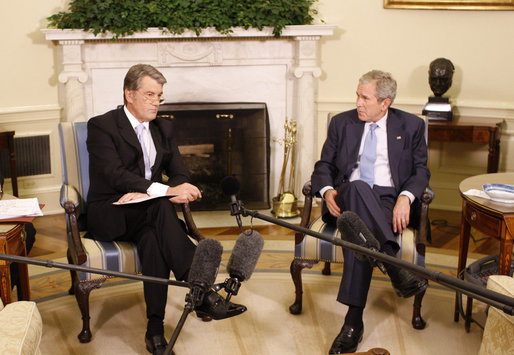
Tổng thống Ukraina Viktor Yushchenko hội kiến Tổng thống Hoa Kỳ George W. Bush vào năm 2008

Tổng thống nắm giữ quyền lực lập pháp cao hơn so với những nguyên thủ quốc gia châu Âu khác. Tổng thống có quyền phủ quyết luật được Hội đồng Tối cao thông qua (trừ sửa đổi hiến pháp) và giải tán Hội đồng Tối cao. Cho đến nay, Hội đồng Tối cao đã bị giải tán hai lần, lần đầu tiên là vào năm 2007 bởi Tổng thống Viktor Yushchenko, lần thứ hai là vào năm 2019 bởi Tổng thống Volodymyr Zelenskyy. Hội đồng Tối cao có thể vô hiệu hóa quyền phủ quyết của tổng thống nếu hai phần ba số đại biểu tán thành.
Tổng thống có quyền đình chỉ việc thi hành văn bản của Nội các trái với Hiến pháp và trình Tòa án Hiến pháp quyết định việc bãi bỏ văn bản đó. Tổng thống bổ nhiệm, miễn nhiệm một phần ba số thẩm phán Tòa án Hiến pháp. Tổng thống cũng có quyền thành lập các quận và tòa án mới. Ngoài ra, Tổng thống bổ nhiệm tổng kiểm sát và cục trưởng Cục An ninh với sự phê chuẩn của Hội đồng Tối cao. Tổng thống bổ nhiệm một nửa số thành viên Hội đồng Ngân hàng quốc gia Ukraina và Hội đồng quốc gia về Truyền hình và Phát thanh.
Tổng thống là tổng tư lệnh tối cao Lực lượng Vũ trang Ukraina và là chủ tịch Hội đồng An ninh quốc gia và Quốc phòng, cơ quan tham mưu cho tổng thống về chính sách an ninh quốc gia đối với các vấn đề đối nội, đối ngoại. Tổng thống có quyền ra lệnh sử dụng Quân đội Ukraina và những lực lượng quân sự khác để chống lại sự xâm lược và đề nghị Hội đồng Tối cao tuyên chiến. Tổng thống có quyền lệnh thiết quân luật nếu độc lập của Ukraina bị đe dọa. Với sự phê chuẩn của Hội đồng Tối cao, tổng thống công bố tình trạng khẩn cấp hoặc khu vực khẩn cấp về sinh thái.
Tổng thống quyết định ân xá nhưng quyền tổng thống không được thực hiện quyền này. Tổng thống cũng tặng thưởng huân chương, huy chương như Anh hùng Ukraina và phong quân hàm, hàm ngoại giao và những cấp bậc khác. Tổng thống quyết định cho nhập quốc tịch, tước quốc tịch và cho tị nạn tại Ukraina theo quy định của pháp luật.
Tổng thống bổ nhiệm người đứng đầu chính quyền địa phương (oblderzhadministratsia) theo đề cử của Nội các, đại diện tổng thống tại Cộng hòa Tự trị Krym, Hội đồng Tối cao và những cơ quan khác. Tuy nhiên, tổng thống không phải là nguyên thủ dựa chức của Krym. Tổng thống có quyền bãi bỏ luật của Hội đồng Bộ trưởng Krym trái với Hiến pháp và phê chuẩn đề nghị bổ nhiệm thủ tướng Krym.
Hiến pháp Ukraina quy định người giữ chức tổng thống được giữ danh hiệu Tổng thống Ukraina suốt đời, trừ phi bị bãi nhiệm theo thủ tục luận tội.

### Danh sách chức danh do tổng thống bổ nhiệm
- Các trưởng đoàn ngoại giao (đại sứ)
- Thủ tướng (với sự phê chuẩn của Hội đồng Tối cao) từ năm 1996 đến năm 2004 và từ năm 2010 đến năm 2014
- Thành viên Nội các (theo đề nghị của thủ tướng) từ năm 1996 đến năm 2004 và từ năm 2010 đến năm 2014
- Bộ trưởng bộ quốc phòng và bộ trưởng bộ ngoại giao
- Tổng kiểm sát (với sự phê chuẩn của Hội đồng Tối cao)
- Chủ tịch Ủy ban chống độc quyền (với sự phê chuẩn của Hội đồng Tối cao)
- Chủ tịch Quỹ tài sản nhà nước (với sự phê chuẩn của Hội đồng Tối cao)
- Chủ tịch Ủy ban nhà nước về Truyền hình và Phát thanh (với sự phê chuẩn của Hội đồng Tối cao)
- Thành viên cơ quan hành chính trung ương khác (theo đề nghị của thủ tướng)
- Người đứng đầu chính quyền địa phương, bao gồm đại diện tổng thống tại Krym (theo đề nghị của Nội các trong nhiệm kỳ của tổng thống)[40]
- Một nửa số thành viên Hội đồng Ngân hàng Quốc gia Ukraina
- Một nửa số thành viên Hội đồng quốc gia về Truyền hình và Phát thanh
- Bộ Tư lệnh Quân đội Ukraina và cấp chỉ huy các đơn vị chính
- Một phần ba số thẩm phán Tòa án Hiến pháp

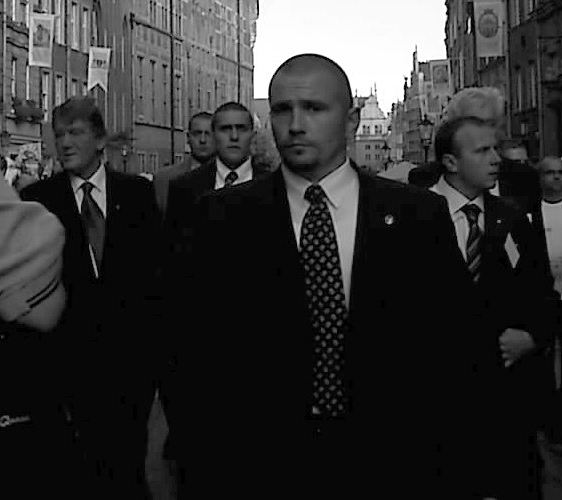
Lực lượng cảnh vệ xung quanh Viktor Yushchenko (ngoài cùng bên trái) tại Gdańsk, năm 2004

- Chủ nhiệm Văn phòng Tổng thống[41]
- Trợ lý thứ nhất của tổng thống[42]
- Thư ký báo chí của tổng thống[43]

#### Cơ quan an ninh
- Nội các chiến tranh
  - Bộ Tư lệnh tối cao Quân đội Ukraina
  - Bộ Tổng tham mưu Quân đội Ukraina
- Hội đồng an ninh quốc gia và quốc phòng
- Cục An ninh Ukraina
- Cục Tình báo đối ngoại Ukraina
- Cục Thông tin đặc biệt nhà nước
- Ủy ban ân xá[44]

#### Cơ quan hành chính
- Viện nghiên cứu chiến lược quốc gia
- Học viện hành chính quốc gia
- Văn phòng Tổng thống
- Cục Quản lý nhà nước
- Chính quyền địa phương
- Hội đồng lập hiến[45]

## Luận tội
Tổng thống có thể bị luận tội vì phạm tội phản quốc hoặc những tội khác. Hội đồng Tối cao tiến hành thủ tục luận tội tổng thống nếu quá nửa tổng số đại biểu biểu quyết tán thành. Một ủy ban điều tra tạm thời được thành lập để tiến hành cuộc điều tra luận tội. Kết luận điều tra của ủy ban được xem xét tại một phiên họp Hội đồng Tối cao.
Nghị quyết luận tội phải có ít nhất hai phần ba tổng số đại biểu Hội đồng Tối cao biểu quyết tán thành. Bãi nhiệm tổng thống phải có ít nhất ba phần tư tổng số đại biểu biểu quyết tán thành. Các kết luận, quyết định của Tòa án Hiến pháp và Tòa án Tối cao Ukraine được xem xét trong quá trình luận tội, bãi nhiệm.

## Kế nhiệm
Trong trường hợp khuyết tổng thống thì chủ tịch Hội đồng Tối cao giữ quyền tổng thống cho đến khi bầu ra tổng thống mới. Quyền hạn của quyền tổng thống bị hạn chế: quyền tổng thống không được phát biểu trước quốc gia và Hội đồng Tối cao, giải tán Hội đồng Tối cao, bổ nhiệm những chức danh hành pháp, tư pháp mà Hội đồng Tối cao phê chuẩn, quyết định trưng cầu ý dân, phong quân hàm, tặng thưởng các giải thưởng nhà nước và quyết định ân xá. Hiến pháp không quy định trường hợp khuyết cả tổng thống và chủ tịch Hội đồng Tối cao.

## Đặc quyền

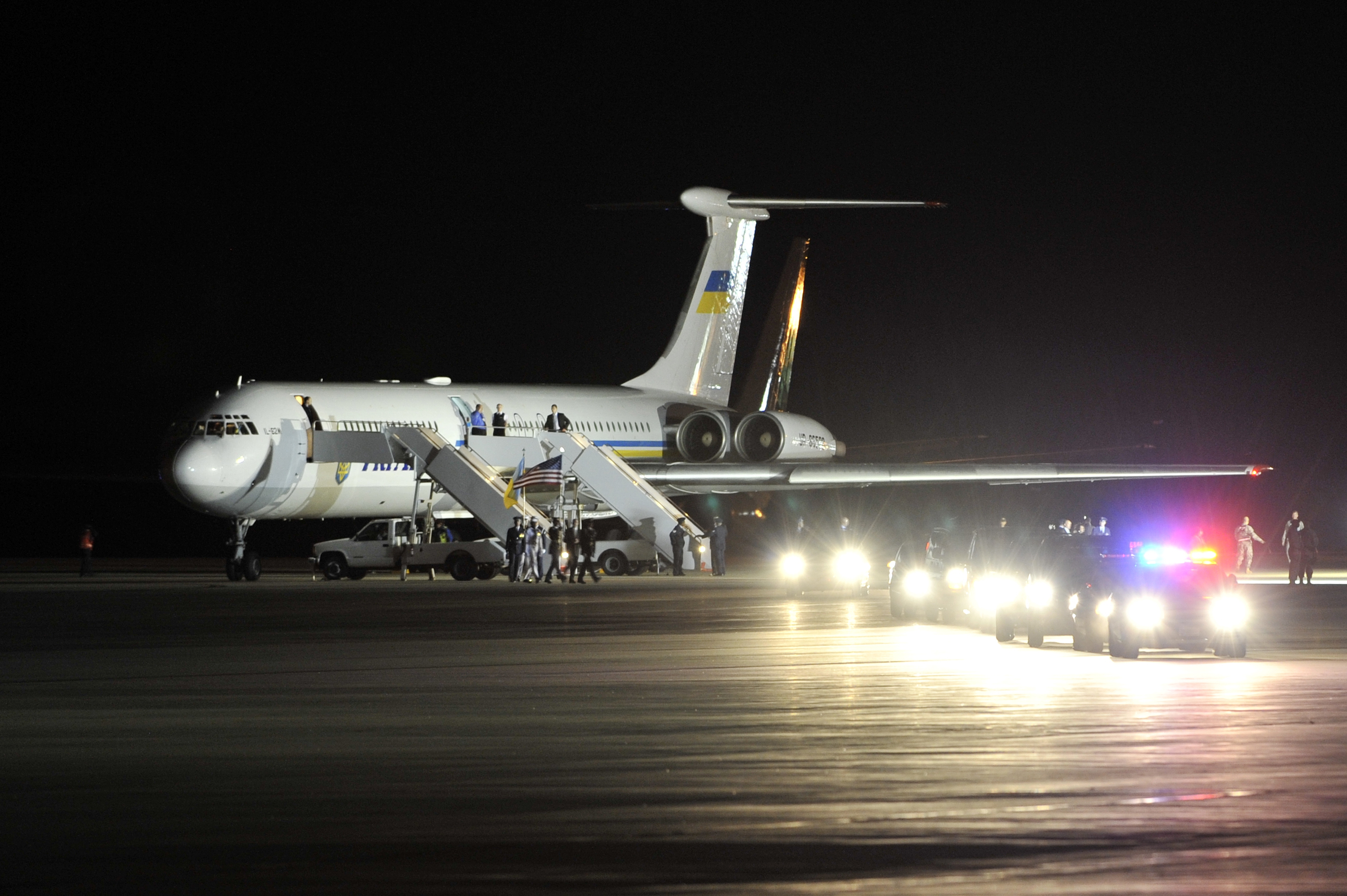
Chuyên cơ tổng thống Ilyushin Il-62 của Ukraine Air Enterprise

Tổng thống sở hữu nhiều đặc quyền. Tổng thống được hưởng quyền miễn trừ đối với thủ tục tố tụng, ngoại trừ bị Hội đồng Tối cao luận tội. Tên gọi tổng thống Ukraina được pháp luật bảo vệ và dành riêng cho người giữ chức tổng thống suốt đời, trừ khi tổng thống bị bãi nhiệm theo thủ tục luận tội. Điều 105 Hiến pháp Ukraina quy định hành vi xúc phạm danh dự, nhân phẩm của tổng thống là một tội nhưng chưa có luật nào thi hành điều này được ban hành. Tổng thống được hưởng chế độ cảnh vệ do Ban An ninh nhà nước thực hiện và một trung đoàn bảo vệ riêng do Bộ Nội vụ cung cấp.

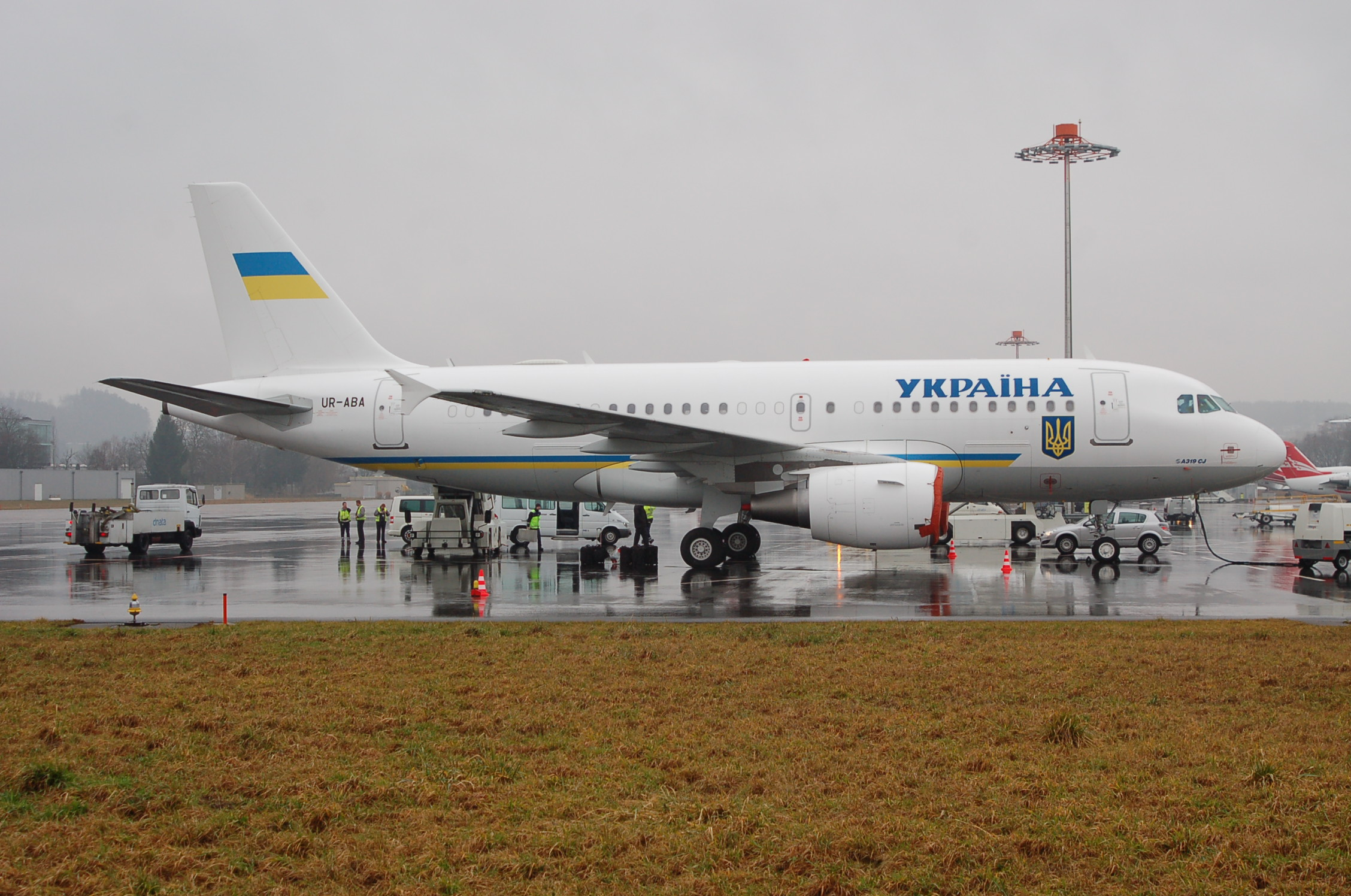
Airbus АCJ319

Mức tổng lương hàng năm của tổng thống là 336.000 hryvnia Ukraina (13.500 đô la Mỹ vào năm 2016). Tổng thống được sử dụng chuyên cơ tổng thống của Ukraine Air Enterprise trên các chuyến thăm chính thức và cấp nhà nước. Ngoài ra, tất cả các chuyến đi hàng không cần thiết của tổng thống đều được Ukraine Air Enterprise cung cấp, có trụ sở chính tại Boryspil.

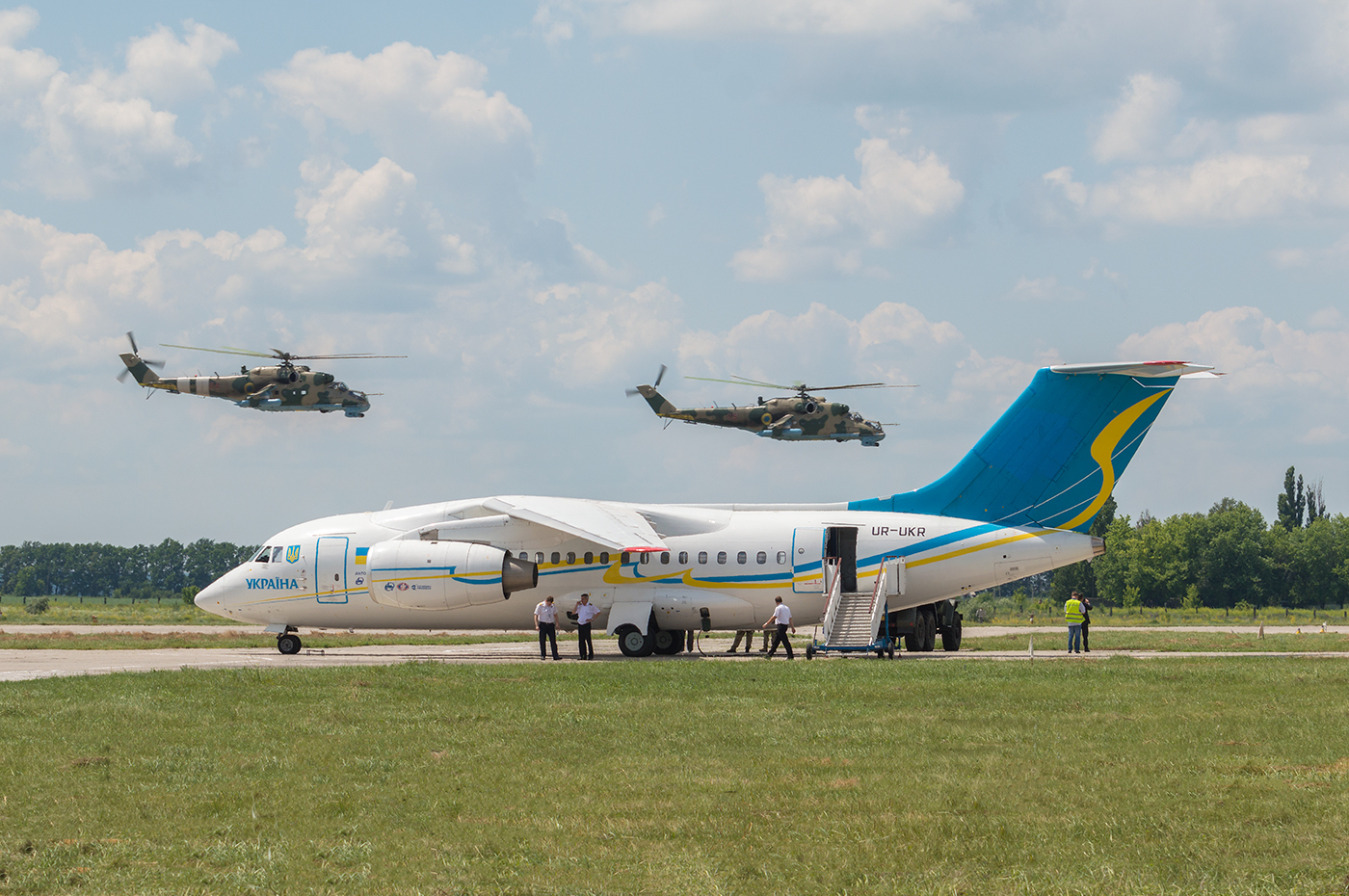
Antonov An-148

### Nơi ở
Văn phòng Tổng thống Ukraina là cơ quan tham mưu cho tổng thống, thường được gọi là "Bankova" vì nó nằm trên phố Bankova, đối diện với Cung điện Chimaeras. Chủ nhiệm Văn phòng Tổng thống là quân sư cho tổng thống. Tổng thống được sử dụng mười bốn tòa nhà công vụ, nhiều tòa nhà có từ thời tổng thống Kuchma. Nơi ở chính thức của tổng thống là Cung điện Mariinskyi tại Kyiv. Những tòa nhà công vụ khác bao gồm Cung điện Chimaeras và Nhà góa phụ khóc lóc tại Kyiv, Cung điện Yusupov tại Krym và Synehora tại Ivano-Frankivsk. Ngoài ra, cựu tổng thống được cấp một dacha thuộc sở hữu nhà nước trong khu bảo tồn rừng cũ ở Koncha-Zaspa.

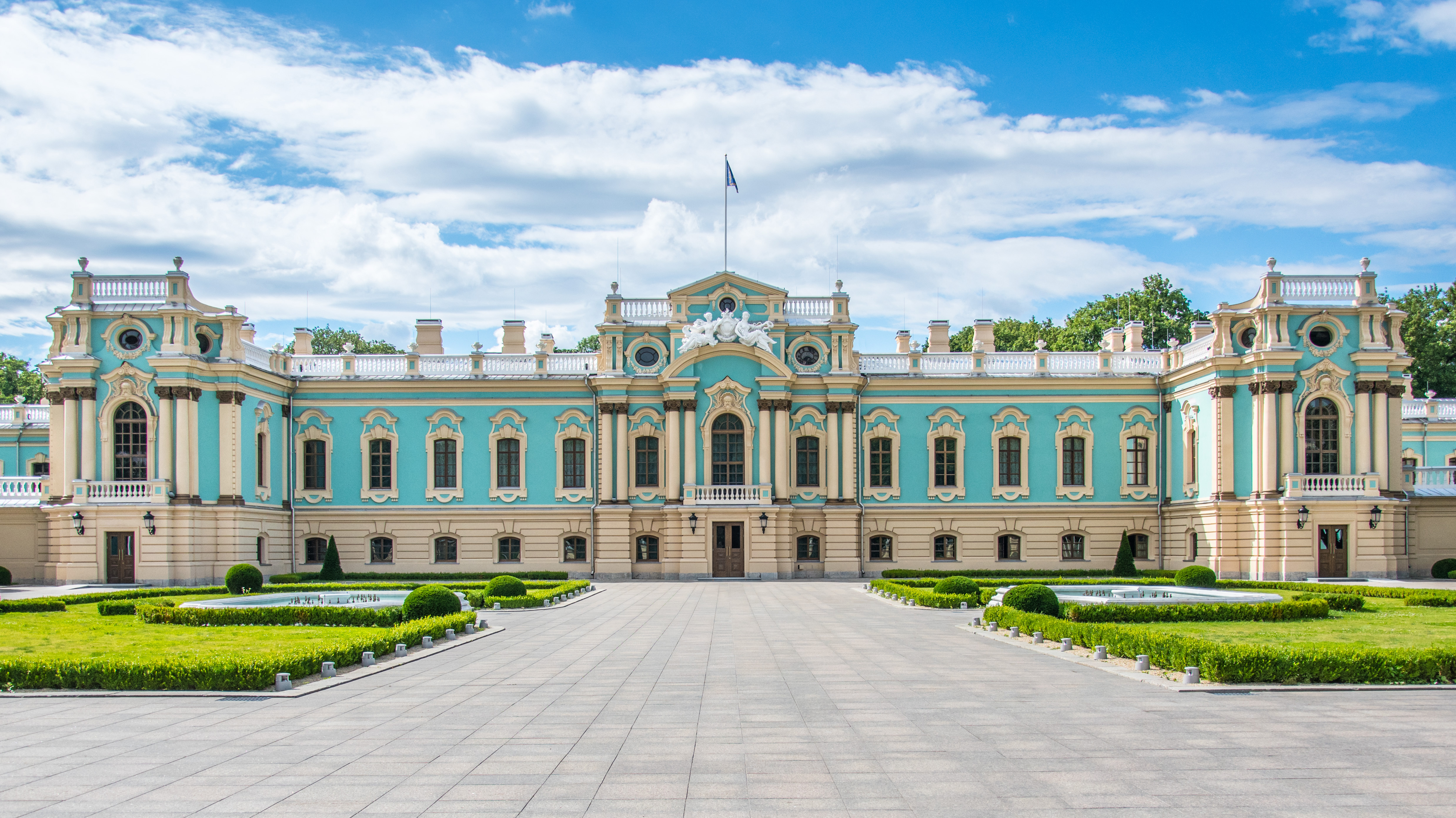
Cung điện Mariinskyi, nơi ở chính thức của tổng thống
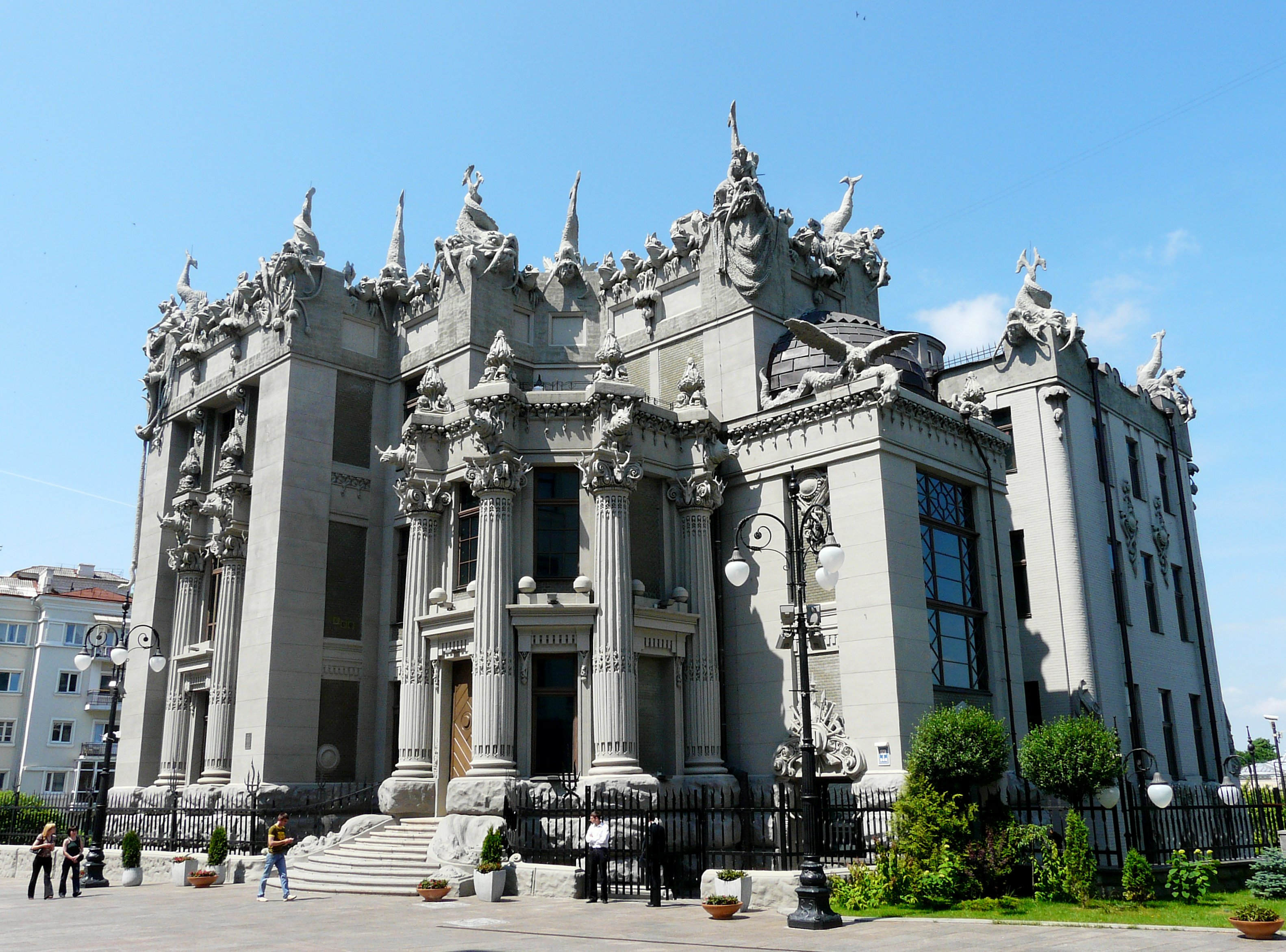
Cung điện Chimaeras nằm đối diện với Văn phòng Tổng thống.
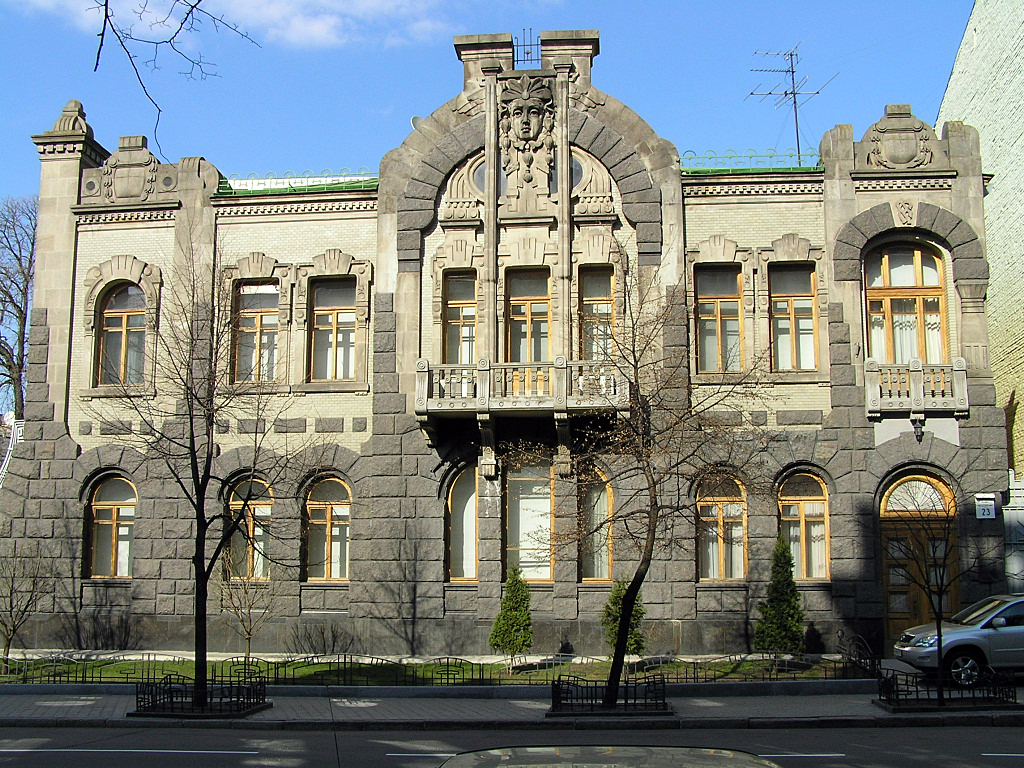
Nhà Góa phụ khóc lóc được dùng làm nhà khách chính phủ.

### Biểu tượng chính thức
Biểu tượng nhà nước chính thức của tổng thống gồm cờ tổng thống, con dấu tổng thống, thẻ căn cước tổng thống, vòng cổ tổng thống và trượng tổng thống. Các biểu tượng của tổng thống và các tài liệu quan trọng của tổng thống được lưu giữ tại Thư viện Quốc gia Vernadsky Ukraina, thư viện hàn lâm chính của Ukraina. Thư viện chuẩn bị tài liệu cho tổng thống sử dụng.

## Vũ khí danh dự
Tổng thống quyết định tặng thưởng "Vũ khí danh dự", là một khẩu súng lục Fort-21.02 cỡ nòng 9 mm với 16 viên đạn, thân súng được làm bằng thép kết cấu, tay cầm được làm bằng gỗ quý. Tên của người được tặng thưởng được khắc trên tấm bảng. Giải thưởng này được thành lập vào năm 1995 dưới thời Tổng thống Leonid Kuchma, ông là người tặng thưởng nhiều súng lục nhất, tổng cộng là 85 khẩu. Từ năm 1995 đến năm 2018, các tổng thống tặng thưởng tổng cộng 152 khẩu súng lục danh dự. Từ năm 2019, chưa có ai được tặng thưởng vũ khí danh dự.